# Эрлих, Семён Лазаревич
Семён Ла́заревич Э́рлих (1868—1930) — российский и советский патоморфолог, специалист в области лабораторной диагностики. Основатель первого в России Института лабораторной диагностики в Харькове (1900), один из основоположников лабораторной диагностики в России.

## Биография
Родился 20 августа 1868 года в Кишинёве в семье Лейзера и Баси Эрлих. В 1894 году окончил медицинский факультет Харьковского Императорского университета и до 1900 года работал лаборантом на университетской кафедре патологической анатомии. В 1900—1930 годах возглавлял созданные им же Институт лабораторной диагностики и клинико-диагностические лаборатории в Харькове.
Основные научные труды С. Л. Эрлиха посвящены методам лабораторной диагностики при различных патологических состояниях: опухолях надпочечников, гипернефромах; занимался фтизиатрией, изучением гистогенеза нейрогенных опухолей и опухолевидных образований, разработал методику послойного исследования различных выделений человека. Особенной известностью пользуется «тетрада Эрлиха» (1920) — одновременное обнаружение четырёх диагностических лабораторных признаков при туберкулёзе: обызвествлённых коралловидных эластических волокон, микобактерий туберкулёза, кристаллов холестерина и аморфной извести — признак прорыва в бронх содержимого старого туберкулёзного очага. Разработал экспериментальную методику перевивания так называемой асцитной карциномы Эрлиха.
Создатель научной школы врачей-лаборантов (так называемая «харьковская школа Эрлиха») — одной из крупнейших лабораторных школ своего времени, среди его учеников профессора А. Я. Альтгаузен (1890—1960), Д. С. Коган-Альтгаузен и Е. И. Фрейфельд (1888—1960).
Умер в Одессе в 1930 году.

## Монографии
- К окрашиванию сухих препаратов крови метиленовым синим и эозином. — Киев, 1909.
- Обызвествлённый распад и обызвествлённые эластические волокна в мокроте при туберкулёзе. — Киев, 1920.
- К вопросу о нейрогенных фибромах. — Харьков, 1925.